# Wohn- und Wirtschaftsgebäude Hasenfleet 7
Das Wohn- und Wirtschaftsgebäude Hasenfleet 7 in der niedersächsischen Samtgemeinde Land Hadeln, Gemeinde Oberndorf, im Landkreis Cuxhaven, stammt aus der zweiten Hälfte des 19. Jahrhunderts. Aktuell (2024) wird es als Wohnhaus genutzt.
Das Gebäude steht unter Denkmalschutz (siehe auch Liste der Baudenkmale in Oberndorf (Oste)).

## Geschichte und Beschreibung
Oberndorf an der Oste wurde 1316 erstmals urkundlich erwähnt. Der Ortsteil Bentwisch direkt am rechten, östlichen Ufer der Oste ist eine Deichreihensiedlung mit streifenförmigen Parzellen für die Siedler in den Marschen.
Das eingeschossige giebelständige Gebäude als Zweiständer-Hallenhaus in Fachwerk mit Steinausfachungen und mit reetgedecktem Satteldach stammt von 1873, das Innengerüst vermutlich von 1735. Der kleine Wohnteil mit einer zwei Fach langen Diele wurde mit einem Walm abgeschlossen. Der Wirtschaftsgiebel ist senkrecht verbrettert. Das Häuslinghaus auf einer kleinen schmalen Parzelle im Marschweidengebiet rechts der Oste diente früher Landarbeitern oder Gesinde eines Bauern, die im Nebenerwerb etwas Land bewirtschafteten.
Das Landesdenkmalamt befand u. a.: „… regionstypisches Hallenhaus der ersten Hälfte des 18. Jahrhunderts … .“